# فرانكي داوسون
فرانكي داوسون (بالإنجليزية: Frankie Dawson)‏ (1 ديسمبر 1858 ببرمنغهام في المملكة المتحدة - 1938) هو لاعب كرة قدم بريطاني (وحمل سابقاً جنسية المملكة المتحدة لبريطانيا العظمى وأيرلندا) في مركز نصف الجناح. لعب مع أستون فيلا.